# Ду Юэшэн
Ду Юэшэн (杜月笙, Du Yuesheng), известный под прозвищем Большеухий Ду, (21 августа 1888 — 16 августа 1951) — китайский гангстер, один из руководителей Зелёной банды в Шанхае.

## Биография
Присоединившись к Зелёной Банде в юном возрасте, Ду попался на глаза любовнице главы Зелёной банды Рябого Хуана, мисс Квэй, которая помогла ему сделать карьеру. Поначалу Ду следил за поставками опиума на склады, потом Рябой Хуан дал ему в управление опиумную фабрику во французской концессии Шанхая.
Со временем Ду завёл связи — от китайских судов до французского консульства. Он одалживал европейцам крупные суммы, а потом вертел должниками, как хотел.
Ду стал лидером Зелёной банды в 1924 году, после того, как военный губернатор Шанхая Лу Юнсян приказал арестовать Рябого Хуана и потребовал за его освобождение выкуп. Ду внёс требуемую сумму за «учителя», но Рябой Хуан потерял свой авторитет в глазах подчинённых, и ему пришлось передать бразды правления Ду.
Вскоре Большеухий Ду стал известен как «Jung Shi» или «хозяин преступного мира».
Под руководством Ду Зелёная банда занималась казино, рэкетом и публичными домами. Но основным источником дохода преступной группировки являлась нелегальная торговля опиумом, официально запрещённая с 1917 года.
Большеухий Ду сыграл большую роль в примирении Чан Кайши и руководителей иностранных концессий Шанхая. Когда Национально-революционная армия заняла китайскую часть Шанхая в 1927 году, в рабочих кварталах оставались тысячи вооружённых красногвардейцев. Большеухий Ду предложил иностранцам и Чан Кайши избавиться от них и взял на себя грязную работу. Получив от председателя муниципального совета Стерлинга Фессендена пропуска, грузовики и оружие, люди Ду за одну ночь вырезали около четырёх тысяч человек. В награду за Шанхайскую резню Чан Кайши назначил Ду председателем правления Бюро по борьбе с опиумом, что давало последнему практически неограниченные возможности в торговле наркотиками.
Большеухий Ду помогал правительству националистов с финансами, и в обмен получил возможность контролировать профсоюзы. Во время войны с Японией Ду занимался спекуляциями на оккупированной территории.
После окончания войны отношения между Ду и Чан Кайши испортились. Коррупция и преступления, совершённые подручными Большеухого, в том числе его родственниками, подтачивали авторитет Гоминьдана. Когда сын Чан Кайши, Цзян Цзинго, начал в конце 1940-х в Шанхае кампанию по борьбе с коррупцией, родственники Ду стояли первыми в списке лиц, подлежащих аресту. Однако Ду сумел отстоять их, шантажируя Чан Кайши разоблачением тёмных дел его собственной родни (клана Кун Сянси).
Когда в 1949 году правительство националистов было вынуждено бежать на Тайвань, Ду отказался последовать за ним и уехал в Гонконг.
Пятой женой Ду Юэшэна была актриса пекинской оперы Мэн Сяодун

## Образ в культуре
Образ Большеухого Ду неоднократно использовался в литературе и кино.
- французские комиксы о похождения Боба Морана (Bob Morane) — «La guerre du pacifique n’aura pas lieu».
- китайский телесериал «Особняк Ду» (杜公馆)
- гонконгский сериал «The Bund» (название главной набережной в Шанхае)(上海滩)
- фильм «Shanghai Triad» (摇啊摇，摇到外婆桥).

## Примичения
- The Search for Modern China by Jonathan D. Spence, W W Norton & Company (1991) — англ.
- Biographie de Du Yuesheng (杜月笙传) by Zhang Jungu (章君谷) — кит.
- Shanghai: The Rise and Fall of a Decadent City, 1842—1949 by Stella Dong
- The Shanghai Green Gang: Politics and Organized Crime, 1919—1937 by Brian G. Martin
- Hunting opium and other scents by Maurice Springfield (Halesworth: Norfolk and Suffolk Publicity, 1966)